# 南田出井町
南田出井町（みなみたでいちょう）は、大阪府堺市堺区にある地名。2024年現在の行政地名は南田出井町一丁から南田出井町四丁。住居表示は実施済。

## 地理
堺区の東部に位置する。北は中田出井町、東は田出井町、南は北三国ヶ丘町、西は南向陽町・北花田口町に接する。西から順に一丁から四丁がある。

## 歴史

### 沿革
- 1932年（昭和7年）、堺市田出井町の一部より南田出井町成立[6]。
- 2006年（平成18年）、堺市が政令指定都市に移行し、行政区を設置。南田出井町は堺区の所属となる。

## 世帯数と人口
2024年（令和6年）6月30日現在の世帯数と人口は以下の通りである。
| 丁             | 世帯数  | 人口  |
| -------------- | ------- | ----- |
| 南田出井町一丁 | 117世帯 | 233人 |
| 南田出井町二丁 | 74世帯  | 128人 |
| 南田出井町三丁 | 89世帯  | 198人 |
| 南田出井町四丁 | 146世帯 | 332人 |
| 計             | 426世帯 | 891人 |

### 人口の変遷
国勢調査による人口の推移。
| 1995年（平成7年）  | 892人 | [ 7 ]  |  |
| 2000年（平成12年） | 852人 | [ 8 ]  |  |
| 2005年（平成17年） | 876人 | [ 9 ]  |  |
| 2010年（平成22年） | 880人 | [ 10 ] |  |
| 2015年（平成27年） | 948人 | [ 11 ] |  |
| 2020年（令和2年）  | 876人 | [ 12 ] |  |

### 世帯数の変遷
国勢調査による世帯数の推移。
| 1995年（平成7年）  | 339世帯 | [ 7 ]  |  |
| 2000年（平成12年） | 329世帯 | [ 8 ]  |  |
| 2005年（平成17年） | 350世帯 | [ 9 ]  |  |
| 2010年（平成22年） | 387世帯 | [ 10 ] |  |
| 2015年（平成27年） | 372世帯 | [ 11 ] |  |
| 2020年（令和2年）  | 412世帯 | [ 12 ] |  |

## 学区
市立小・中学校に通う場合、学区は以下の通りとなる。
| 丁             | 番   | 小学校             | 中学校             |
| -------------- | ---- | ------------------ | ------------------ |
| 南田出井町一丁 | 全域 | 堺市立三国丘小学校 | 堺市立三国丘中学校 |
| 南田出井町二丁 | 全域 | 堺市立三国丘小学校 | 堺市立三国丘中学校 |
| 南田出井町三丁 | 全域 | 堺市立三国丘小学校 | 堺市立三国丘中学校 |
| 南田出井町四丁 | 全域 | 堺市立三国丘小学校 | 堺市立三国丘中学校 |

## 事業所
2021年（令和3年）現在の経済センサス調査による事業所数と従業員数は以下の通りである。
| 丁             | 事業所数 | 従業員数 |
| -------------- | -------- | -------- |
| 南田出井町一丁 | 7事業所  | 50人     |
| 南田出井町二丁 | 3事業所  | 14人     |
| 南田出井町三丁 | 7事業所  | 14人     |
| 南田出井町四丁 | 11事業所 | 64人     |
| 計             | 28事業所 | 142人    |

## 交通

### バス
- 南海バス[15]
- 23・25・25C・81・84系統：方違神社前

### 道路
- 堺大和路線（大阪府道12号堺大和高田線）
- けやき通り

## 郵便
- 郵便番号：590-0015[3]（集配局：堺郵便局[16]）。